# فرانک اندرسون
فرانک اندرسون (سوئدی: Frank Andersson; ۹ مهٔ ۱۹۵۶ – ۹ سپتامبر ۲۰۱۸) کشتی‌گیر المپیکی و و کشتی‌گیر کشتی حرفه‌ای اهل سوئد بود.